# Ungarische Militärfahrzeuge des Zweiten Weltkrieges
Ungarische Militärfahrzeuge des Zweiten Weltkrieges werden hier aufgeführt als Fahrzeuge, die von Ungarn in der Zeit der Panzer (1933–1945) genutzt wurden. Sie befinden sich innerhalb ihrer Kategorien in der Reihenfolge, in der sie in der Königlich Ungarischen Armee eingeführt wurden.

## Gepanzerte Fahrzeuge

### Kampfpanzer
Leichte Panzer
- 35M Ansaldo
- 38M Toldi (I, II, IIA, III)
- T-38G

Mittlere Panzer
- 40M/41M Turán (I, II, III)
- Panzer IV (F-1, F-2, H)
- Panzer III (M, N)
- Panzer V G

Schwere Panzer
- Panzer VI E
- 44M Tas

### Sturmgeschütze
- 43M Zrinyi (I,II)
- StuG III G

### Jagdpanzer
- Marder II
- Jagdpanzer 38
- 44M Tas

### Aufklärungspanzer (Panzerspähwagen)
- 39M Csaba

### Flakpanzer
- 40M Nimrod (I, II)